# エバン・ロドリゲス
エバン・ロドリゲス（Evan Rodriguez 1988年9月21日- ）はニューヨーク市ブロンクス区出身のアメリカンフットボール選手。ポジションはタイトエンド及びフルバック。

## 経歴

### プロ入り前
テンプル大学では37試合に出場し、69回のレシーブで871ヤードを獲得、7TDをあげた。4年次には35回のレシーブで479ヤードを獲得、2TDをあげた。

### プロ入り後
2012年のNFLドラフト4巡127位でシカゴ・ベアーズに指名された。5月8日、ベアーズと4年契約を結んだ。ケレン・デービス、マット・スパエスに次ぐ第3TEの座をカイル・アダムスと争った。
2012年、第1週のインディアナポリス・コルツ戦でその年ベアーズから指名された新人中最初に先発メンバーに選ばれた。第3週のセントルイス・ラムズ戦で、ひざを負傷して退場、その後4試合に欠場した。このシーズンでは12試合の出場、4回のパスキャッチ、21ヤード獲得した。オフにリリースされた。
その後マイアミ・ドルフィンズ、バッファロー・ビルズ、タンパベイ・バッカニアーズに在籍したが、いずれもパスレシーブの記録はなかった。
2018年12月にアライアンス・オブ・アメリカン・フットボールのサンアントニオ・コマンダーズと契約したが、リーグ戦が途中で打ち切られた。
2020年シーズンはXFLのシアトル・ドラゴンズに入団するも、こちらもリーグ戦が途中で打ち切られた。

## 人物
レシーブ力に優れている。ドラフト前には素行の悪さが複数のチームから問題視されていた。
2013年3月、飲酒のトラブルで逮捕された。また5月31日にもスピード違反などで逮捕された。